# Шерман, Делия
Корделия Керолайн Шерман (англ. Cordelia Caroline Sherman; род. 1951, Токио, Япония) — американская писательница и редактор, поэтесса, литературный критик, педагог, автор в направлении фэнтези. Её романы «Фарфоровая голубка» (англ. The Porcelain Dove) и «Лабиринт свободы» (англ. The Freedom Maze) получили Мифопоэтическую премию (1994, 2012).

## Биография
Корделия Керолайн Шерман родилась в 1951 году в Токио, Япония. Училась в школе Чапин в Нью-Йорке. В 1972 году получила степень бакалавра искусств в колледже Вассара, а степень магистра искусств (1975) и степень доктора философии (1981) получила в Брауновском университете.
В 1978—1987 и 1989—1992 годах работала лектором в Бостонском университете. В 1988—1989 годах также работала литературным критиком. В 1996—2004 годах занимала должность редактора-консультанта в издательстве фантастики «Tor Books». С 1993 года занимается деятельностью писательницы, лектора и преподавателя.

## Личная жизнь
Шерман живёт в Нью-Йорке вместе со своей женой и иногда соавтором Эллен Кашнер, с которой они сыграли свадьбу в 1996 году и официально поженились в 2004 году в Бостоне.

### Романы
- 1988 — «Сквозь медное зеркало» (англ. Through a Brazen Mirror)
- 1994 — «Фарфоровая голубка» (англ. The Porcelain Dove)
- 2002 — «Падение королей» (англ. The Fall of the Kings) в соавторстве с Эллен Кашнер
- 2006 — «Подмёныш» (англ. Changeling)
- 2009 — «Волшебное зеркало королевы-русалки» (англ. The Magic Mirror of the Mermaid Queen)
- 2011 — «Лабиринт свободы» (англ. The Freedom Maze)
- 2016 — «Злой волшебник Смоллбон» (англ. The Evil Wizard Smallbone)

### Сборники
- 2015 — «Молодая женщина в саду и другие истории» (англ. Young Woman in a Garden and Other Stories)

### Избранная короткая проза
- 1989 — «Мисс Карстеарс и водяной» (англ. Miss Carstairs and the Merman)
- 1994 — «Молодая женщина в саду» (англ. Young Woman in a Garden)
- 1996 — «Сердце ведьмы» (англ. The Witch's Heart) в составе серии «The Sandman: Book of Dreams»
- 1999 — «Рубин „Парват“» (англ. The Parwat Ruby)
- 2002 — «Центральный парк» (англ. Grand Central Park)
- 2005 — «Вальпургиев полдень» (англ. Walpurgis Afternoon)
- 2007 — «Скрипач Байу-Теч» (англ. The Fiddler of Bayou Teche)
- 2009 — «Ученик волшебника» (англ. Wizard's Apprentice)
- 2010 — «Говорит селки» (англ. The Selkie Speaks)
- 2011 — «Призрак замка Комлех» (англ. The Ghost of Cwmlech Manor)
- 2016 — «Великий детектив» (англ. The Great Detective)

### Стихи
- 1995 — «Принцу от Белоснежки» (англ. Snow White to the Prince)
- 1999 — «Карабосс» (англ. Carabosse)
- 2000 — «Старуха» (англ. The Crone)
- 2011 — «Отцы» (англ. Fathers)

### Избранные антологии
- 2007 — «Интерфикции. Антология интерстициального письма» (англ. Interfictions: An Anthology of Interstitial Writing) с Теодорой Госс[англ.]
- 2009 — «Интерфикции 2. Антология интерстициального письма» (англ. Interfictions 2: An Anthology of Interstitial Writing) с Кристофером Барзаком[англ.]

## Награды и номинации

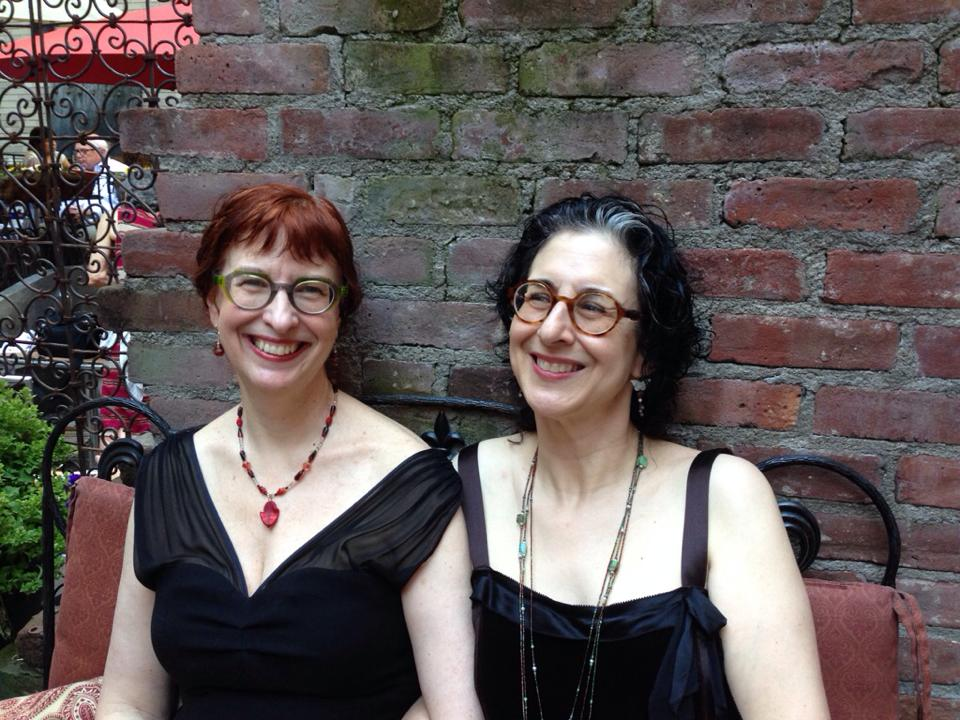
Делия Шерман (слева) и Эллен Кашнер

### Награды
- 1994 — Мифопоэтическая премия за роман «Фарфоровая голубка»
- 2012 — Мифопоэтическая премия за роман «Лабиринт свободы»
- 2012 — Премия «Прометей» за роман «Лабиринт свободы»[6]
- 2012 — Премия имени Андре Нортон за роман «Лабиринт свободы»[7]

### Номинации
- 1989 — Финалистка премии Джона В. Кэмпбелла лучшему новому писателю-фантасту за роман «Сквозь медное зеркало»
- 1989 — Номинация на премию «Локус» за лучший дебютный роман за роман «Сквозь медное зеркало»
- 1990 — Номинация на премию «Локус» за лучшую короткую повесть[англ.] за повесть «Мисс Карстеарс и водяной»
- 1994 — Номинация на премию «Локус» за лучший роман фэнтези за роман «Фарфоровая голубка»
- 1994 — Номинация на премию Джеймса Типтри-младшего за повесть «Молодая женщина в саду»
- 1998 — Номинация на Всемирную премию фэнтези за лучшую повесть за «Падение королей» с Эллен Кашнер
- 1999 — Номинация на премию «Лямбда» за роман «Сквозь медное зеркало»
- 2003 — Номинация на премию «Локус» за лучший роман фэнтези за «Падение королей» с Эллен Кашнер
- 2003 — Номинация на Мифопоэтическую премию за «Падение королей» с Эллен Кашнер
- 2000 — Номинация на Всемирную премию фэнтези за лучший рассказ за «Рубин „Парват“»
- 2007 — Номинация на премию «Небьюла» за лучшую короткую повесть за повесть «Вальпургиев полдень»
- 2008 — Номинация на премию «Небьюла» за лучшую короткую повесть за повесть «Скрипач Байу-Теч»
- 2007 — Номинация на премию Джеймса Типтри-младшего за антологию «Интерфикции. Антология интерстициального письма»
- 2011 — Номинация на премию Джеймса Типтри-младшего за роман «Лабиринт свободы»
- 2012 — Номинация на премию «Локус» за лучшую подростковую книгу[англ.] за роман «Лабиринт свободы»
- 2017 — Номинация на премию имени Андре Нортон за роман «Злой волшебник Смоллбон»
- 2017 — Финалистка премии «Локус» за лучшую подростковую книгу[англ.] за роман «Злой волшебник Смоллбон»
- 2017 — Номинация на Мифопоэтическую премию за роман «Злой волшебник Смоллбон»
- 2017 — Номинация на премию «Локус» за лучшую короткую повесть[англ.] за повесть «Великий детектив»